# 天棓五
武仙座ι，又名BD+46 2349，HD 160762、SAO 46872、HR 6588，是武仙座的一颗恒星，视星等为3.8，位于銀經72.32，銀緯31.27，其B1900.0坐标为赤經17h 36m 38.4s，赤緯+46° 31.27′ 34″。